# 妖怪番長
『妖怪番長』（ようかいばんちょう） は、柴田ヨクサルによる日本の漫画作品。『イブニング』（講談社）にて、2015年4号から2017年10号まで連載されたアクション漫画。2017年11号から2019年3号まで同誌にて連載された続編の『カイテンワン』についても記載。

## あらすじ

### 妖怪番長
身寄りのない孤児のための養護施設「月日学園」、その実態は、特殊能力を持った子供を集め、「殺人妖怪」を倒すための人材を養成するための施設だった。そこで育った巫子・鎖子・呱子の3人は特に秀でた能力を見せ、妖怪たちと次々と対決していく。

### カイテンワン
黒天狗たちとの対決から5年後、舞台は月日学園から「星の下学園」に移り、妖怪たちの人間界侵攻はいよいよ本格化する。巫子・鎖子・呱子の3人に加え、本作から主人公の木場シンと、星の下学園でも特に特殊能力に優れた「星組」のメンバーと共に妖怪たちと対決していく。

## 用語解説
妖怪（ようかい）
本作における妖怪は、現実の一般社会通念上の妖怪とほぼ同じ存在である。人間に近い見た目の妖怪もいれば、全く異形の妖怪も存在する。妖怪にはある一定の種族があり、同じ種の妖怪が多数存在する。それ以外でも、人間が何らかのきっかけで妖怪化することもあるし、無生物が意思を持ち妖怪となる場合もある。妖怪の多くは人間にはない超能力的な力を持っているが、烏天狗の雑兵のように何も能力を持たない妖怪もいる。妖怪のほぼ全ては人間の目につかないように生活をしていたが、そのことに対する理不尽さを許容できなくなり、人間を絶滅させ、世界を妖怪のものにしようと画策している。しかし中には、人間の側につく妖怪もいる。
天狗（てんぐ）
本作において、白天狗（しろてんぐ）と黒天狗（くろてんぐ）という種族が登場している。
月日学園（つきひがくえん）
表向きは孤児を集めた養護施設。しかし、その中のひとつのクラスに特殊な能力を持った子供が集められ、妖怪に対抗する戦力として育てるのが真の目的。1251歳の園長先生が殺人妖怪の親玉を殺せる能力を持っており、園長先生を殺そうとやってきた妖怪たちによって校舎は完全に破壊され、学園としての機能も消滅した。
星の下学園（ほしのもとがくえん）
月日学園がなくなったあとに、引き続き妖怪に対抗する戦力を養成する目的で作られた学校。表向きは「一芸に秀でた者」の才能をさらに磨くための総合学校であり、学力、芸術、運動に秀でた人間が集められているが、その中にある「星組」はそのどれにも属さない超能力的な力を持つ人間が集められている。
人間兵器（にんげんへいき）
妖怪を倒すための特殊兵士。元々は、戦国時代に敵の武将の暗殺を担うために存在し、先の大戦でも敵将を倒すために暗躍した。異常なまでの身体能力を持つ上に、銃程度の攻撃は一切受け付けない重厚な甲冑を身に着け、単身で敵陣へ乗り込む。一度ターゲットに定めた対象は、何があっても倒すことが義務付けられ、最悪でも相打ちする覚悟が要求される。「妖怪番長」では木場ヤスオらが、「カイテンワン」では木場シンがそれに当たる。家系的に生まれたときから人間兵器になることが義務付けられている場合のほか、自ら望んで人間兵器に「就職」することもできる。

## 登場人物

### 主要人物
墓場巫子（はかば みこ）
『妖怪番長』の主人公。もみあげの長いショートカットの髪型で、ショートパンツ姿の少女。気が強い性格で、番長に憧れている。そのため、先生から「今からこのクラスの番長を決める」と言われたときも、事態を飲み込めない他の生徒をよそに、一人やる気を燃やしていた。物心ついたころから明晰夢を見ており、夢の中であらゆる生物と格闘をしてきたため格闘センスは抜群である。
能力は「夢捕縛人（ドリームキャッチャー）」。人間や妖怪の額に手をかざすことで相手を眠らせ、自分も眠って相手の夢に入り込む。夢の中では、相手のアイデンティティーとなる根っこの部分を具象化させ、会話や格闘ができる。夢の中で倒された相手は現実でも死に、そして自分が倒された場合は自分が死ぬ。また、夢の中なので自分の意志の強さと想像力次第で様々な武器を出現させたり、炎を拳にまとわせて攻撃することも可能で、それらの攻撃は現実の相手に反映される。
『カイテンワン』での墓場巫子
『カイテンワン』の準主人公兼ヒロインになっている。黒天狗の女王との戦いから5年が過ぎ、身長が伸びた。髪型はそのままだが、Tシャツ短パンの格好からブレザー風の制服に変わった。5年の間、白天狗トビ達のもとで修業を重ねており、夢捕縛人（ドリームキャッチャー）の能力はそのままに、一時的に攻撃・防御力を増強する能力「巫子闘魂（みこバースト）」も身に着けた。鎖子・呱子と共に、星の下学園から提供された一軒家で共同生活している。

墓石鎖子（ぼせき さこ）
巫子の同級生。セミロングで後ろ髪を縛っており、長く伸びた前髪は常に右目を覆い隠している。巫子、鎖子、呱子の3人の中で最もクールな性格。物心ついたころから自らの中に霊を取り込む能力を発揮し、行き場のない霊を次々と自分の中に取り込んで受け入れてきたが、中には悪霊も含まれており、夢の中で鎖子を苦しめていた。その時に必ず巫子が助けてくれたため、誰よりも巫子のことを大切に思い、巫子の一番の理解者であると思っている。
能力は、霊を自分の中に取り込んで飼うこと。状況に応じてそれらを無数の手として出現させて物理的に使うこともできる。また、巫子が倒した妖怪も取り込むことができ、それらを自由に出現・消去させることが可能。出現させた妖怪は呱子の能力を通じて操作してもらうことができる。
『カイテンワン』での墓石鎖子
身長が伸び、巫子・鎖子・呱子の中で唯一巨乳化をした。独特の文様が入ったブレザーとニーハイソックスを着用。能力は変わらずだが、巫子への愛情表現が5年前に比べて顕著になり、巫子に近づく木場シンには露骨な敵意を示す。

古井戸呱子（ふるいど ここ）
巫子の同級生。ボリュームのある髪型でサイドから後ろにかけてカールしている。巫子、鎖子、呱子の3人の中ではもっとも主張することの少ない性格をしているが、決めるときは決める。鞭を操るのが趣味で、巨乳に憧れている。能力は「妖怪使い」。ぬいぐるみで作った妖怪「ワチャ」「ワチャコ」を操るほか、鎖子が取り込んで出現させた妖怪も、鎖子を通じて操ることができる。また、妖怪が近くにいる場合、その気配を察知することもできる。
『カイテンワン』での古井戸呱子
身長は伸びたが、巫子・鎖子・呱子の中では一番身長が低い。小さいころから願っていた巨乳化は叶わなかった。矢印の文様のある袖口の広がったブレザーにブーツを着用。能力は変わらずで、黒天狗の女王はまだコントロールできていない。発言の機会が増え、巫子と木場シンの恋愛を鎖子に気付かれないようにサポートするなどの気遣いも見せる。BL漫画を描く同人作家として活動しており、その同人誌の販売による収入で巫子・鎖子より所持金に余裕がある。

木場シン（きば シン）
『カイテンワン』の主人公。木場ヤスオの弟。家系的に人間兵器になることが義務付けられており、小さいころからそのための厳しい訓練を重ねてきた。星の下学園で巫子と出会い、一目惚れするが、告白する前にキスをする（本人曰く「吸い込まれました」）、デートした初日にプロポーズするなどの拙速すぎる行動で巫子を困惑させる。人間兵器としてはまだ「見習い」だが、身体能力はすでに常人離れしており、巫子や鎖子に何度殴られても立ち上がるタフさ、ベッドに縄で縛られた状態からベッドごと体を折り曲げて破壊する腹筋を持つ。発勁能力にも優れており、一歩脚を踏み込むごとに勁の力を溜め、5脚目で最大となった勁を手から放出する必殺技「五重脚大爆勁（ごじゅっきゃくだいばっけい）」がある。

### 学園関係者
園長先生
月日学園の園長。黒髪のロングヘアーで、どう見ても少女にしか見えない外見をしている。生徒たちにも「12歳」だと伝えていたが、実際は「1251歳」であり、「1239歳」鯖を読んでいたことを謝罪した。悪の殺人妖怪を束ねる親玉を殺せる能力をもっており、そのことで妖怪から命を狙われている。
『カイテンワン』での園長先生
1251歳が1256歳になっただけで見た目は全く変化していない。巫子・鎖子・呱子のことを気にかけ、彼女らが住む寮全体に結界を張り、さらに周囲に妖怪が来たときのみ発動する折り紙の護衛兵と木人形の戦士・式神を配置するなどしてサポートをしている。
木場ヤスオ（きば ヤスオ）
月日学園に配属された先生。配属初日にいきなり「このクラスの番長を決める」と言い出し、生徒たちを戦わせた。その目的は、殺人妖怪たちと戦える能力を持つ生徒を見つけ出すためであり、巫子、鎖子、呱子と共に妖怪を探す旅に出る。本職は人間兵器で、コードネームは「回天」。理論と計算に基づいた攻撃と、卓越した身体能力で、妖怪ですら素手で倒すことができる。ごくわずかだが発勁（体内の気を放出する）能力も持つ。
『カイテンワン』での木場ヤスオ
家族に弟のシンがいることが明かされている。主に園長先生のそばで護衛をしながらシンに司令を出したりしていたが、生きていたハネツグの襲撃に駆けつけ、再度対峙した。
墓井田ジロー（はかいだ ジロー）
人間兵器の一人。風貌・背丈ともに木場ヤスオとほぼ同じだが、銀髪である。木場よりも軽い、飄々とした性格をしているが、戦闘力は高く、烏天狗程度であれば余裕で倒せる。
『カイテンワン』での墓井田ジロー
星の下学園の学長を務めている。普段は、体育倉庫から通じる隠し部屋で生徒をモニタリングをしたりゲームをしたりしている。
ナキ
14歳ながら、自ら志願して人間兵器に就職した女の子。その身体能力は圧倒的であり、黒天狗の女王の攻撃ですら紙一重で避けることができる上、発勁の大きさは木場ヤスオが感服し「最強の人間兵器になる」と言わしめたほど。巫子たちを黒天狗と戦わせず安全に帰らせる目的で自ら黒天狗の本拠地の深部に潜入して巫子たちを待ち受けていた。仮面をつけていて、顔を隠している分には堂々と戦えるが、仮面が外れて顔があらわになると恥ずかしくてまともに動けなくなる。

#### 星組メンバー
二葉目衣（ふたば めい）
代々暗殺が仕事の家系に生まれた殺し屋の見習い。ロングのワンレンの髪型の女子。超能力的な能力は持たず、ただひたすら鍛錬してきたことにより、針を正確無比なコントロールで相手の頭に投げて撃ち抜くことができる。妖怪相手には殺すほどの威力はないものの、足止めをするには十分な効果を発揮する。
室下（むろした）
火薬を自在に操る爆弾屋。低身長で飛行服のような衣装を着用している。一見うさぎの人形にしか見えない可愛らしい爆弾を突然投げつけ、相手が油断している隙に爆発させる。それ以外にも、少量の火薬を空中に散布して火をつけることで目くらましに使う。
久保（くぼ）
月日学園のころから巫子たちと同じクラスにいる同級生。スタンガンを携帯し、そこから発せられた電撃を増幅して離れた相手に飛ばす能力を持つが、妖怪に有効な打撃となるほどの威力はなさそう。
風使い
本名不明。月日学園のころから巫子たちと同じクラスにいる同級生。風を自在に操る能力を持つが、妖怪に有効な打撃となるほどの威力はなさそう。
扇子持ちの男
本名不明。セミロングの髪型で口ひげをはやし常に扇子を持つ独特の見た目をしている。能力は「察知」で、迫り来る危機や、敵本体の位置などを察知することができる。
布をかぶってるやつ
本名も性別も不明。目の部分に穴が空いているだけの布を常にかぶっており、喋ることもしないので中身の素性は一切不明。能力は「絶対魅了（パーフェクトチャーム）」。布をとった本体の姿を見ると、見た者にとって最も魅力的な外見をした存在として映り、見るものを意のままに操ることができる。その姿は見る者によって異なり、裸の女性や筋骨隆々の男性だったり、子猫だったりする。あまりに強力な能力のため、普段は布をかぶって姿を隠している。
森蘭丸（もり らんまる）
長身で、長髪を片側にまとめた髪型をしている妖怪。織田信長の復活を目指しており、そのために人間側についている。掌から大量の羽根を出す能力があり、その羽根に触れた相手はしびれて動けなくなる。また、羽根をまとめて出して盾のように使ったり、ドーム状に覆って防御壁のように使うこともできる。
小林くん（こばやしくん）
森蘭丸のことを「先生」と呼び、助手を務める。ハンチング帽に丸メガネをかけた小柄な姿をしている。妖怪に化ける能力を持っており、敵妖怪のコミュニティに忍び込んで情報を収集している。

### 妖怪

#### 味方側
カッパイ / 川本カイ子（かわもと カイこ）＜人間時代の旧名＞
河童の妖怪。元は普通の人間で女子プロレスラーだった。女子プロレスラーとして自分の故郷で凱旋試合をしていた際、偶然河童を見つけ、村おこしのために捕まえようと追いかけている最中に、別の妖怪百騎蝦蟇に喰われて死亡した。その際、河童から命をもらい、自分が河童となって蘇った。腕と足に水かきと鋭い爪がついている以外は女子プロレスラーのときのままの姿をしているが、河童なので水中で呼吸が可能。頭部が水で濡れるとスピードとパワーが倍増する能力があり、自分でその能力のことを「カッパワー」と呼んでいる。巨乳であり、それを見た巫子から、河童＋オッパイで「カッパイ」と命名された。
『カイテンワン』でのカッパイ
山には戻らず、普通に人間の女子プロレスラーとして活動している。しかし、河童としてのフルパワーは人間相手には出せないため、かなりの重量があるプロテクターを常に身につけた上で、なおかつ手加減して戦っている。そのためにストレスがたまっている上、せっかくできた彼氏にもすぐに逃げられてしまったので、その鬱憤をはらせる相手を探していた。
河童
とある山奥の村に住んでいた妖怪。大昔、その村を悪しき物の怪から守ってほしいという名工の思いによって木から掘り出され、その職人の命と引き換えに妖怪として命が吹き込まれた。以来、長い間守り神として村を守ってきたが、カッパイが百騎蝦蟇に食われた際自らの命を能力をカッパイに託す形で救い、姿を消した。

#### 敵側
カラスおやじ
月日学園に最初に襲撃をかけてきた妖怪で、悪の妖怪の手先。大量のカラスが集合して胴体と手足を形成し、その上に禿げた老年男性の顔面が乗った姿をしている。身体を形成するカラスは、周辺から呼び寄せることもでき、その数に応じて手足の長さや体の大きさも変化する。もともとは人間であり、人間であったときの名前は「竹田も作」。街でカラスや鳩に餌をやることを日課にしていて、そのことが妖怪化と関係があるようだが詳細は不明。
布袋蟹（ほていがに）
月日学園に2番目にやってきた悪の妖怪側の刺客。七福神の布袋のような見た目の上半身に、蟹のような足が8本付いた下半身という姿をしている。強烈な息を吹く攻撃のほか、胴体と腕から大量の爪のようなものを射出する能力を持つ。一緒に連れてきた巨大妖怪を自爆させ、月日学園の校舎を完全に破壊した。
百騎蝦蟇（ひゃっきがま）
巨大なカエルの姿をした妖怪。実は無数の小さい（と言ってもバレーボールくらい）カエルから構成されており、1体の巨大なカエルとしての攻撃のほか、無数のカエルの集団としての攻撃方法も併せ持つ。もともとは戦国時代の亡者の霊が寄せ集まって妖怪化したものであり、夢の中で圧倒的有利を誇る巫子が倒すのに最も苦戦した相手でもある。
洞窟土竜（どうくつもぐら）
洞窟に化けることができる岩の妖怪。知らずに入ってきた者をいつの間にか閉じ込め、酸欠や水攻めで殺すことができる。巫子によって倒され、味方になったあとはその身体的特性を活かし強力な防御壁として使われることが多い。
蘇生鐘（そせいがね）
大きな梵鐘をかぶった姿の妖怪で、梵鐘を鳴らすことにより、大量の骸骨を操る。骸骨には命がないため、倒しても鐘を鳴らせば何度でも蘇る。また、骸骨に限らず、死体であれば操ることができる。さらに、負傷した者を蘇生鐘の体で包み込むと回復が早まる。鐘の中の本体は石臼の妖怪で、大昔、村の少女が使っていた石臼が、生贄に捉えられる少女の様子を見て「俺に手足があれば（少女を守れたのに）」という強い念を抱いたことから、手足が生えて妖怪化した。
鎌鼬（かまいたち）
風を操り武器にする妖怪。大きな鎌状の腕を持つ二足歩行の獣の身体に、巨大な円盤を首の部分に持ち、その上に九尾の狐のような別の妖怪が乗るという構成をしている。サキ曰く「かなり上級の妖怪」で、円盤状の部分から、普通の人間や妖怪には見えない風の刃を放射状に発し、敵をまとめて真っ二つにすることができるが、同じく風を見ることができるサキにはそれが通用せず逆に真っ二つにされた。
手長女（てながおんな）
セーラー服を着た、身長がゆうに6メートルはある巨大な女の妖怪。異常な高身長と、地面につきそうなほど長い腕が特徴で、着ているセーラー服もそれに合わせた形状をしている。巫女たちをここまで案内してきてしまった足烏を殺そうとしたが、その瞬間にサキに逆に一刀両断にされてしまった。
十手（じゅて）
スキンヘッドの男の顔面の周囲に、筋骨隆々の腕が無数についているだけの奇怪な姿をした妖怪。その無数の腕を使い、トリッキーな動きや攻撃をしてくるが知能は低いらしく「ウン」しか言葉を発しない。
餓鬼蛞蝓（がきなめくじ）
山に住む巨大なナメクジの妖怪。人間も軽く一飲みにし、胃に届いたものは一瞬にして消化される。
エリート餓鬼蛞蝓A
『カイテンワン』に登場。餓鬼蛞蝓だけが集まる餓鬼蛞蝓学校の中でも特に優秀で、本来ならナメクジそのものである外見を人の姿に変身させる術や妖術、人間の言葉などを30年かけて習得し、後述する相方の餓鬼蛞蝓とともに星の下学園を襲撃した。浪人銀杏風の髪型をしたちんどん屋の格好をしており、相方の餓鬼蛞蝓によって魂を支配された人間を意のままに操ることができる。
エリート餓鬼蛞蝓B
『カイテンワン』に登場。相方の餓鬼蛞蝓Aとともに餓鬼蛞蝓学校のエリートで、頭巾をかぶったちんどん屋の格好をしている。人間の魂を口から引きずり出したあと自分の体内に入れ、それを再度人間の体内に戻すことにより、その人間を意のままに操れる状態にする能力を持つ。
エリート餓鬼蛞蝓C
『カイテンワン』に登場。上記の2体とは行動を共にしない。上記の2体よりさらに優秀であり、人間から魂を吸い出す必要がなく、自分から生み出した分身を人間の体内に侵入させるだけでその人間を操ることができる。さらに、分身は人間の体の中で自己増殖し、別の人間の体へ勝手に移動、それを繰り返すことで短時間で大人数を一度に支配下に置くことができる。

#### 天狗関連
烏天狗（からすてんぐ）
天狗軍団の雑兵の総称。黒天狗・白天狗両方の軍団にそれぞれの烏天狗が存在したが、白天狗の烏天狗は先の大戦によってすべて殺され、今は生存していない。
足烏（あしからす）
黒の烏天狗の中の一兵。特に体が小さく、異常にすばしっこい。その素早さで、様々な悪事を働いても「あしからず」と言ってゲラゲラ笑いながらすべて逃げ切ってきた。逃げることは得意だが攻撃能力はなく、強い妖怪を外部からスカウトしてきて戦わせる役割を担っている。自分が窮地に陥ると平気で「人間の味方にしてくれ」という姑息な性格。
黒天狗の女王 / ミハル＜人間時代の旧名＞
人間に敵意を持つ黒天狗の集団をまとめ上げる女王。天狗の他にも何種類かの妖怪を配下に収める。元は普通の人間であったが、生まれつき世の中のすべての物事に強烈な恨みと殺意の感情を抱いており、本人もそのことに悩み、カウンセリングを受けたり、アイドル活動をしてみたりしたが、恨みの感情が消えることはなく、自殺を決意。樹海をさまよううち、餓鬼蛞蝓に食べられかけた所を白天狗の王に助けられる。その後、白天狗王の子を何度も宿すうちに神通力を身に着け、人間ではなくなった。白天狗王の子を宿すことになった経緯や、どのようにして黒天狗の女王として白天狗王と決別したかの詳細は不明。強大な妖力を持ち、腕と、背中から生える2本の翼を刃物のように変化させて自在に操り、離れた相手も一瞬で両断してしまう。
白天狗の王
人間に敵意を持たない天狗たちを統率する王。かつて、人間に敵意を持つ黒天狗の集団を滅ぼそうと一大軍勢を率いて戦いを挑み、その圧倒的な巨躯と腕力、神通力で相手の黒天狗たちをなぎ倒していったが、自爆する巨大な妖怪の爆発の直撃を受け敗北。瀕死の王を守るために味方の天狗たちがことごとく死んでいった。作中では瀕死の状態から回復するために眠った状態のままで、一度も活躍することはなかった。
ハネツグ
白天狗の王と黒天狗の女王の間に生まれた「人間と天狗のハイブリッド」。小柄だがスピード・パワーともにその辺の妖怪では太刀打ち出来ないほど強く、「天狗覚醒（T-MAX）」と呼ぶ能力で短時間さらに力を増幅できる。天狗覚醒には段階があり、鼻が伸び、最大になると全身の毛が逆立つ。異常にプライドが高く高慢な性格で、黒天狗の女王側についているが、自分の出自については知らされていなかった。
『カイテンワン』でのハネツグ
身長は倍ほどに伸び、がっしりとした体つきになり、以前のような奢った態度は消え、ただひたすら恨みと殺戮のみを考える妖怪へと成長。その力はもはや誰の及ぶところでもなく、園長先生の張った結界や式神も難なく破壊。カッパイですら問題にせず圧倒した。また、以前巫子に夢の中に入られた際、夢の中の素のハネツグは現実と同じ容姿をしていたが、5年経ち再度夢の中に入られたハネツグの素の姿は、血の海に佇み、かろうじて目と口だけを留める黒い異形の存在へと変貌していた。
トビ
ハネツグと同じく、白天狗の王と黒天狗の女王の間に生まれた子。ハネツグと同様に、「天狗覚醒（T-MAX）」の能力を持つ。普段は物静かだが、心の内に熱い闘志を秘め、戦いを恐れない勇敢な性格。ただし、自分の力を過信したり、後先を考えないところもある。
サキ
トビの妹。白天狗の王と黒天狗の女王の間に生まれた子であり、トビやハネツグと同様に、「天狗覚醒（T-MAX）」の能力を持つが、さらに彼女独自の能力として、風を操り、風の流れを視覚として捉える能力も持つ。性格は冷静冷徹で、敵に対する容赦は一切ない。そのため、実年齢は18歳だが、カッパイから「老けて見える」と言われてしまう。
タキ
トビ、サキの妹。トビ、サキに比べてかなり年齢が離れているように見え、「天狗覚醒（T-MAX）」の能力も持たないが嗅覚に優れている。黒天狗の女王はタキには見覚えがなく、山で拾ってきた人間の子だろうと言い放っている。

## 書籍情報
- 柴田ヨクサル『妖怪番長』講談社〈イブニングKC〉、全7巻
  1. 2015年5月22日発売、ISBN 978-4-06-354576-0
  2. 2015年9月23日発売、ISBN 978-4-06-354591-3
  3. 2016年1月22日発売、ISBN 978-4-06-354607-1
  4. 2016年06月23日発売、ISBN 978-4-06-354626-2
  5. 2016年10月21日発売、ISBN 978-4-06-354636-1
  6. 2017年2月23日発売、ISBN 978-4-06-354660-6
  7. 2017年6月23日発売、ISBN 978-4-06-354674-3
- 柴田ヨクサル『カイテンワン』講談社〈イブニングKC〉、全5巻
  1. 2017年9月22日発売、ISBN 978-4-06-354690-3
  2. 2018年2月23日発売、ISBN 978-4-06-511009-6
  3. 2018年7月23日発売、ISBN 978-4-06-512059-0
  4. 2019年2月22日発売、ISBN 978-4-06-514604-0
  5. 2019年2月22日発売、ISBN 978-4-06-514605-7